# Serguéi Sinitsyn
Serguéi Yevguénievich Sinitsyn (en ruso: Сергей Евгеньевич Синицын; Sverdlovsk, URSS, 4 de junio de 1983) es un deportista ruso que compitió en escalada, especialista en la prueba de velocidad.
Ganó dos medallas de bronce en el Campeonato Mundial de Escalada, en los años 2005 y 2007, y dos medallas de plata en el Campeonato Europeo de Escalada, en los años 2002 y 2006. Además, consiguió una medalla de plata en los Juegos Mundiales de 2005.

## Palmarés internacional
| Campeonato Mundial | Campeonato Mundial    | Campeonato Mundial | Campeonato Mundial |
| Año                | Lugar                 | Medalla            | Prueba             |
| ------------------ | --------------------- | ------------------ | ------------------ |
| 2005               | Múnich (Alemania)     | Medalla de bronce  | Velocidad          |
| 2007               | Avilés (España)       | Medalla de bronce  | Velocidad          |
| Campeonato Europeo |                       |                    |                    |
| Año                | Lugar                 | Medalla            | Prueba             |
| 2002               | Chamonix (Francia)    | Medalla de plata   | Velocidad          |
| 2006               | Ekaterimburgo (Rusia) | Medalla de plata   | Velocidad          |